# Lars Berger (bergsman)
Lars Berger, född 20 juni 1750, död 26 maj 1804, var en svensk bergsman och riksdagsman.
Lars Berger var riksdagsman i borgarståndet för Falu bergslags valdistrikt vid riksdagen 1786.